# Burgas (stacja kolejowa)
Burgas – stacja kolejowa w Burgasie, w obwodzie Burgas, w Bułgarii. Znajdują się tu 4 perony.
Budynek dworca w 2016 został całkowicie odnowiony.